# Sydstaternas marinkår

Fana förd av Sydstaternas marinkår.

Sydstaternas marinkår (Confederate States Marine Corps) var ett litet och obetydligt truppslag i sydstaternas krigsmakt under det amerikanska inbördeskriget. Den bestod av cirka femhundra marinsoldater, eller 0,1 % av sydstatsarmén. Under kriget tjänstgjorde kåren huvudsakligen som garnisonstrupp.

## Uppdrag
Marinkårens uppgift var att skydda hamnar och fartyg. De mest kända slagen marinkåren var inblandade i var slaget vid Hampton Roads den 8 till 9 mars 1862 samt slaget vid Sayler's Creek den 6 april 1865.

## Personal

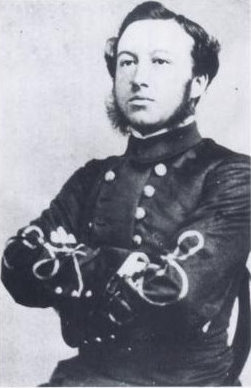
En löjtnant eller underlöjtnant i sydstaternas marinkår 1864.

Marinkårens personalstat uppgick till 1,026 befäl och manskap, men den verkliga personalstyrkan översteg aldrig 539 befäl och manskap. Personalstaterna upptog följande befattningar:
- 1 överstelöjtnant och kårchef
- 1 överstelöjtnant
- 3 majorer
- 10 kaptener
- 10 löjtnanter
- 20 underlöjtnanter
- 1 flaggjunkare
- 1 förrådsförvaltare
- 60 styckjunkare och sergeanter
- 4 musikstyckjunkare och musiksergeanter
- 60 korpraler
- 840 meniga
- 60 signalspel